# Stora Rudgöl
Stora Rudgöl är en sjö i Vimmerby kommun i Småland och ingår i Botorpsströmmens huvudavrinningsområde.